# والتر دا سيلفا
والتر دا سيلفا هو لاعب كرة قدم ومدرب كرة قدم برازيلي، ولد في 12 يناير 1942 في البرازيل، وتوفي في 21 مايو 2009 في جنوب أفريقيا بسبب نوبة قلبية. لعب مع نادي هيلانك.